# 高新技术产业开发区
高新技术产业开发区，简称“高新区”，是中华人民共和国中央及地方政府为发展高新技术为目的而设置的特定区域，发端于1988年中华人民共和国科学技术部组织实施的“火炬计划”。1988年5月10日，经国务院正式批准，中国第一个高新技术产业开发试验区——北京市新技术产业开发试验区成立。
高新技术产业开发区分为国家级和省级，由科技部火炬高技术产业开发中心负责国家级高新技术开发区的日常管理。

## 重点发展产业
入驻企业需在国家重点支持的高新技术领域内，持续进行研究开发与技术成果转化，形成企业核心自主知识产权，并以此为基础开展经营活动。          
- 电子信息
- 生物与新医药
- 航空航天
- 新材料
- 高技术服务
- 新能源与节能
- 资源与环境
- 先进制造与自动化